# Роганка (село)
Рога́нка (укр. Роганка) — село, Малороганский сельский совет, Харьковский район, Харьковская область, Украина.
Село снято с учета решением Исполнительного комитета Харьковского областного Совета народных депутатов от 21 марта 1988 года.
Село Роганка находилось на правом берегу реки Роганка, выше по течению примыкает село Коропы, ниже по течению примыкает село Малая Рогань, на противоположном берегу — село Бисквитное. К селу примыкает большой массив садовых участков.